# Ретрит (Тексас)
Ретрит (енгл. Retreat) град је у америчкој савезној држави Тексас. По попису становништва из 2010. у њему је живело 377 становника.

## Демографија
Према попису становништва из 2010. у граду је живело 377 становника, што је 38 (11,2%) становника више него 2000. године.
| Група             | 2000.       | 2010.       |
| Белци             | 302 (89,1%) | 283 (75,1%) |
| Афроамериканци    | 16 (4,7%)   | 16 (4,2%)   |
| Азијати           | 0 (0,0%)    | 0 (0,0%)    |
| Хиспаноамериканци | 12 (3,5%)   | 66 (17,5%)  |
| Укупно            | 339         | 377         |